# MAN SG 220 (Avtomontaža)
MAN SG 220 je oznaka zglobnog autobusa, koji se proizvodio u ljubljanskoj tvornici "Avtomontaža".
Vozilo je nastalo na podvozju istoimenog MAN-ovog modela SG 220, dok je nadgradnja karoserije rađena u ljubljanskoj tvornici.
U Njemačkoj su osnovni model radili između 1978. i 1983. godine, te ga je naslijedio model SG 240 H. Zbog standardizacije i podjednakosti vozila javnog putničkog prijevoza (njemački VÖV standard) vrlo slične modele su proizvodili Mercedes-Benz, Magirus-Deutz i Büssing.
MAN SG 220 je autobus prve generacije MAN-ovih gradskih autobusa rađenih po standardu VÖV. Oznaka SG na njemačkom jeziku znači StandardGelenkbus (standardni zglobni autobus).
U Avtomontaži se model proizvodio od 1980. do 1991. godine. S vremenom je model doživio neke "kozmetičke" promjene (npr. oblik smjerokaza, broj vrata ...). Vozila su bila namijenjena svim prijevozničkim poduzećima u bivšoj Jugoslaviji. Tako su Avtomontažini autobusi vozili ili još voze po Zagrebu, Sisku, Rijeci, Puli, Splitu, Ljubljani, Mariboru, Beogradu.
Nasljednik ovog modela je SG 240.

## Tehnički podatci
- oblik karoserije: zglobni, visokopodni
- osovine: 3
- jačina motora: 162 - 179 kW
- zapremina: 11.410 ccm
- dužina: 16.480 mm
- širina: 2.500 mm
- visina: 3.010 mm
- težina praznog vozila: 13.330 kg
- najveća dopuštena masa: 24.000 kg
- mjenjač: ručni 4, 5 ili 6 brzina; automatski
- broj vrata: 3 ili 4
- broj sjedećih mjesta: 1 + 33
- broj stajaćih mjesta: 120
- potrošnja goriva: oko 45 l/100 km